# Relayer
Relayer és el setè àlbum d'estudi de la banda de rock progressiu anglesa Yes, publicat el novembre de 1974 per Atlantic Records. És el seu únic àlbum d'estudi enregistrat pel teclista Patrick Moraz com a component, que s'uní a l'agrupació l'any després que Rick Wakeman l'abandonés a conseqüència de les diferències sorgides durant la producció de l'anterior treball Tales from Topographic Oceans (1973), i comencés així la seva carrera en solitari.
Després de la decisió de Wakeman d'abandonar la banda, els membres restants van començar a treballar en nou material per Relayer. El grup va escriure i assajar cançons noves i procediren a enregistrar-les a la casa del baixista Chris Squire a Virginia Waters, Surrey. Relayer té el mateix format que Close to the Edge (1972), amb una sola peça ocupant tota la primera cara i dues més repartint-se la segona. L'àlbum va es caracteritza per la seva profunda experimentació musical, agafant influències del funk i del jazz fusió.
Després de la seva publicació, Relayer va ajudar a mantenir l'èxit de la banda a mitjans de la dècada de 1970, aconseguint la posició número 4 al Regne Unit i la número 5 als EUA. La secció final de "The Gates of Delirium", titulat "Soon", fou editat com a single el gener de 1975. L'àlbum és certificat or per la Recording Industry Association of America (RIAA).

## Cançons
"The Gates of Delirium" és una peça de 22 minuts que Anderson descrigué com "una cançó de guerra, una escena de batalla, però no és per explicar la guerra o denunciar-la, realment ... Hi ha un preludi, una càrrega, una tonada de victòria, i pau al final, amb esperança pel futur." Moraz recorda parlar de Guerra i Pau i Lev Tolstoi amb Anderson, ja que els dos havien llegit el llibre, conversa que desembocà en el fet que Moraz ensenyés al cantant una novel·la de ciència-ficció francesa amb títol "Delirious". Moraz digué que "Jon els relacionà ràpidament, així que segurament d'aquí ve el títol 'The Gates of Delirium'". Anderson i White també s'encarregaren d'agafar peces de ferralla i comprar parts de cotxes de metall per tal d'utilitzar-les com a percussió durant la secció de batalla de la cançó. Durant aquesta part de la peça, White apilà aquestes parts i les empenyé per tal de produir un efecte de so de xoc. La pista conclou amb una melodia suau i de caràcter líric a favor de la pau que més tard passà a ser coneguda amb el nom de "Soon".
"Sound Chaser" mostra clarament l'apropament de Yes al jazz fusió i al funk. Durant la sessions d'audició per incorporar un nou teclista, se li demanà a Moraz idear una introducció per la cançó, que finalment acabà a la versió final de l'àlbum. Va catalogar el seu solo de sintetitzador Moog del final com un dels punts culminants, però es mostrà decebut amb el paper, segons ell secundari, dels teclats després del muntatge final de l'àlbum
"To Be Over" mostra uns arranjaments més melòdics de guitarra i sitar elèctric i lletres directes i sinceres en comparació a altres escrits de la banda. Anderson la va descriure "potent en contingut, però dolça en actitud global ... Tracta sobre els plantejaments que hom s'hauria de fer quan les coses li van malament." Moraz s'encarregà d'escriure un solo en contrapunt "exactament com una fuga clàssica" per tal d'adaptar els seus teclats amb la guitarra i el baix.

## Llista de cançons
Totes les pistes escrites i arranjades per Jon Anderson, Chris Squire, Steve Howe, Alan White i Patrick Moraz.
Cara 1

- The Gates of Delirium

Cara 2

- Sound Chaser

- To Be Over

## Personal
Yes – producció, arranjaments
- Jon Anderson – veu principal
- Steve Howe – guitarra acústica i elèctrica, cors
- Patrick Moraz – teclats
- Chris Squire – baix elèctric, cors
- Alan White – bateria, percussió

Personal addicional
- Eddie Offord – enginyer, producció
- Gennaro Rippo – operador de cinta
- Roger Dean – Disseny de portada i il·lustracions
- Brian Lane – coordinador (mànager de la banda)
- Jean Ristori – fotografia